# John Cregan
John Cregan, född 29 januari 1878 i Schenectady i delstaten New York, död 26 december 1965 i Philadelphia i Pennsylvania, var en amerikansk friidrottare.
Cregan studerade vid Princeton University och blev olympisk silvermedaljör på 800 meter vid sommarspelen 1900 i Paris.